# Himantura polylepis
Himantura polylepis е вид акула от семейство Dasyatidae. Видът е застрашен от изчезване.

## Разпространение и местообитание
Разпространен е във Виетнам, Индия, Индонезия (Калимантан), Камбоджа, Лаос, Малайзия (Сабах и Саравак) и Тайланд.
Обитава крайбрежията и пясъчните дъна на сладководни и полусолени басейни, реки, потоци и канали в райони с тропически климат.

## Описание
Теглото им достига до 600 kg.
Популацията на вида е намаляваща.